# Fritz Fromm
Fritz Fromm, född 12 april 1913 i Hannover, död 13 oktober 2001 i Hannover, var en tysk handbollsspelare.
Fromm blev olympisk mästare i handboll vid sommarspelen 1936 i Berlin.